# A. D. G.
A. D. G. (iniciales del pseudónimo Alain Dreux-Gallou), cuyo verdadero nombre es Alain Fournier dit Camille, fue un escritor y periodista francés nacido el 19 de diciembre de 1947 en Tours y fallecido el 1 de noviembre de 2004 en París, como consecuencia de una larga enfermedad.

## Biografía
A.D.G. fue durante diez años uno de los autores más populares de la colección Série noire publicada por la editorial Gallimard. Era conocido por haber expresado una sensibilidad de derechas, e incluso de extrema derecha (hacia la cual se acercó cuando se convirtió en el principal animador del Frente nacional en Nueva Caledonia). Esa posición le singularizaba dentro de la ola del neopolar francés de los años 1970 que estaba dominada por autores de extrema izquierda o anarquistas como la otra gran figura de la Série noire de los 70, Jean-Patrick Manchette.

## Obras
- 1969 : Lettre ouverte à un magistraillon (Micberth, Illustrations de Bernard Deyriès).
- 1971 : La Divine Surprise (Gallimard, coll. « Série Noire », numéro 1429, rééd. en coll. « Carré Noir », numéro545)
- 1971 : Les Panadeux (Gallimard, coll. « Série Noire », numéro 1443, rééd. en coll. « Carré Noir », numéro518)
- 1972 : La Marche Truque… (Gallimard, coll. « Série Noire », numéro 1473, rééd. en coll. « Carré Noir », numéro 554)
- 1972 : La Nuit des grands chiens malades (Gallimard, coll. « Série Noire », numéro 1482, rééd. en coll. « Carré Noir », n°.197 sous le titre Quelques messieurs trop tranquilles, rééd. en coll. « Folio », numéro 2224) – adapté au cinéma sous le titre Quelques messieurs trop tranquilles
- 1972 : Cradoque's band (Gallimard, coll. « Série Noire », numéro 1493, rééd. en coll. « Carré Noir », numéro 373)
- 1972 : Les Trois Badours (Gallimard, coll. « Série Noire » numéro 1544, rééd. en coll. « Folio policier », numéro 229) - Pour la première édition, A.D.G. utilise le pseudonyme Alain Camille.
- 1973 : Berry Story (Gallimard, coll. « Série Noire », numéro 1586)
- 1974 : Notre frère qui êtes odieux… (Gallimard, coll. « Série Noire », numéro 1662, rééd. en coll. « Carré Noir », numéro 566, rééd. en coll. « Folio policier », numéro 171)
- 1974 : Je suis un roman noir (Gallimard, coll. « Série Noire », numéro 1692, rééd. en coll. « Carré Noir », numéro 468)
- 1976 : L'otage est sans pitié (Gallimard, coll. « Super noire », numéro 43 ; Prix Mystère de la critique ex æquo avec Enfantasme de Georges-Jean Arnaud)
- 1977 : Le Grand Môme (Gallimard, coll. « Série Noire », numéro 1717) – Titre qui était un hommage discret à son homonyme Alain-Fournier
- 1977 : Juste un rigolo (Gallimard, coll. « Série Noire », numéro 1721, rééd. en coll. « Carré Noir », numéro 506)
- 1980 : Pour venger pépère (Gallimard, coll. « Série Noire », numéro 1806, rééd. en coll. « Folio policier », numéro 153)
- 1980 : Les Enquêtes de l'inspecteur Alfred Beaugat (Dargaud, coll. « Pilote ») – Scénario de textes d'A.D.G., dessins de Loro et North – Réunit : Une Aventure de l'inspecteur Alfred Beaugat, le Sale Grand Meaulnes, l'Inspecteur Beaugat monte à Paris et Fripe-futaille contre Lèche-douzils
- 1981 : La Nuit myope (Balland, coll. « L'Instant romanesque », rééd. en 2003 chez Christian Durante, coll. « Poche-numérique »)
- 1981 : Balles nègres (Gallimard, coll. « Série Noire », numéro 1825)
- 1982 : On n'est pas des chiens (Gallimard, coll. « Série Noire », numéro 1862, rééd. en coll. « Folio policier », numéro 189)
- 1987 : Joujoux sur le caillou (Gallimard, coll. « Série Noire », numéro 2089) « roman calédonien » de politique-fiction.
- 1987 : Le Grand Sud (Jean-Claude Lattès) roman d'aventures néo-calédonien
- 1988 : Les Billets Nickelés (Gallimard, coll. « Série Noire », numéro 2124)
- 1988 : C'est le bagne ! (Gallimard, coll. « Série Noire », numéro 2134)
- 2003 : Kangouroad movie (Gallimard, coll. « la Noire ») thriller australien
- 2007 : J'ai déjà donné (Le Dilettante, 278pp)
- 2008 : Papiers gommés (Le Dilettante, 320pp)
- Quelques idées [pas trop] tranquilles, Association « Les Amis d'A.D.G. », Paris, 2009, 48 p. — Recopila seis crónicas publicadas por A.D.G., de 1976 a 1978, en la revista Item.